# Ески джамия (Ямбол)
Вижте пояснителната страница за други значения на Ески джамия.
Ески джамия (на турски: Eski Camı – „стара джамия“) в Ямбол е реставрирана в оригиналния си вид и втора по големина джамия в България.

## История
Построена е с останки на ямболската крепост след падането на града под османско владичество, през лятото на 1373 година. Според холандският специалист по източна архитектура Михаел Киил тя е построена през второто десетилетие на XV в. За тази датировка той прави сравнение с архитектурните особености на Улу джамия в Ушак и Юдж Шерефели джамия в Одрин. Днес над вратата на джамията е поставен надпис, според който храмът се нарича Ебу бекир джамия, построен през 1413 г. Евлия Челеби я описва подробно през 1667 г., като обръща внимание на ханефитски водоскок с осем чучура за предмолитвено измиване. По време на Априлското въстание от 1876 г., когато Ямбол е заплашен да бъде изгорен и унищожен от Шефкет паша, Исмаил Хакъ паша се явява пред него и се застъпва за града.
По време на Освободителната война джамията за кратко време е превърната в склад за брашно. Поради това, че двете български църкви в града са изгорени, след боядисване джамията е използвана като християнска църква. Константин Иречек съобщава през 1884 г., че джамията е загубила вещи и реликви, сред които косъм от брадата на пророка. Реставрацията на Ески джамия започва през 1973 г. по проект на арх. Никола Мушанов от Националния институт за паметниците на културата. Изпълнител на проекта е бригадата на Георги Василев от БКС-Ямбол, които използват скеле от железопътни релси. След извършени археологически изследвания не са намерени следи, които да потвърдят устните предания, че на мястото на Ески джамия е стояла средновековна българска църква.

## Архитектура
Тя се намира в центъра на Ямбол, на площад „Освобождение“. Минарето носи необичайни черти – квадратна форма и кръгла горна част, което сочи сирийски и източноанадолски стил на строителство. В джамията се влиза през три входа, водещи към главната зала, като днес се използва само централният вход. Източната ниша е отделена със завеса и се ползва като зала за молитви от жените. Централният купол е масивен оловен. Вътрешните стенописи на джамията датират от XVII в. В четирите ъгъла на купола са вградени четири акустични гърнета. Те правят акустиката в сградата много добра, което поражда идеята Ески джамия да бъде превърната в концертна сграда.

## Културна стойност
Исмаил Хакъ паша е препогребан в преддверието на Ески джамия, като на надгробния му паметник има надписи на турски, български и френски език:
| „ | Тук са положени тленните останки на Исмаил Хакъ паша от с. Таушан тепе /Кабиле/ Ямболско, благодетеля спасил насилението от II отдел на гр. Ямбол, Каргона от клане и опожаряване през 1876 г. Починал на 80-годишна възраст през 1876 г. | “ |

С протокол но Министерството на културата от 3 декември 1960 Ески джамия е обявена за паметник на културата от национално значение.